# ばってん城次
ばってん城次（ばってんじょうじ）は主に熊本県を拠点に活動するローカルタレント。本名、服部 経泰（はっとり つねやす）。

## 略歴・人物
- 1978年：上京し、劇団民藝の山内明の養成所に入所。[1]
- 1980年：帰熊し、「ばってん劇団」に入団。
- 劇団「きゃあ」の副座長。
- 肥後にわかを未来につなぎたいという故・ばってん荒川の遺志を引き継ぐために「ザ・肥後にわか未来の会」を設立し、七回忌となった2012年10月に熊本市民会館にて七回忌追悼公演として行われた完全新作の肥後にわか「爆笑!平成にわか忠臣蔵」の座長を務めた。
- プロ野球では読売ジャイアンツの大ファンである。
- 飛行機移動を好まず、どんなに遠方の仕事先でも自動車、鉄道などを利用する。

## 出演

### テレビ
- サタココ（くまもと県民テレビ）
- 金チカっ!（くまもと県民テレビ 毎週金曜）月一レギュラー
- てれビタ（くまもと県民テレビ）リポーター、木曜「ジョージの若者図鑑」担当
- パチプレTV-R（熊本朝日放送）

### CM
- グッドバイバイ熊本（不動産売買）
- 株式会社セーフティガード（警備業）
- 高木石材（墓石販売）
- カネリョウ海藻株式会社
- かんてい局（質屋業）
- 合同会社アイ・エヌ・ジー「草なしくん（防草剤）」
- 事故物研（不動産売買）
- きのした石油カーセレクト（ガソリンスタンド、新車販売）給油時、油種選択表示パネルで流れる

### ドラマ・映画
- 土曜ワイド劇場 湯けむり受胎旅行連続殺人第3作（1997年10月18日、テレビ朝日）
- 逃亡くそたわけ 21歳の夏（2007年10月6日）